# Altıntaş
Altıntaş là một huyện thuộc tỉnh Kütahya, Thổ Nhĩ Kỳ. Huyện có diện tích 947 km² và dân số thời điểm năm 2007 là 20316 người, mật độ 21 người/km².